# Piste de bobsleigh, luge et skeleton de Lake Placid
 (novembre 2023).
Si vous disposez d'ouvrages ou d'articles de référence ou si vous connaissez des sites web de qualité traitant du thème abordé ici, merci de compléter l'article en donnant les références utiles à sa vérifiabilité et en les liant à la section « Notes et références ».

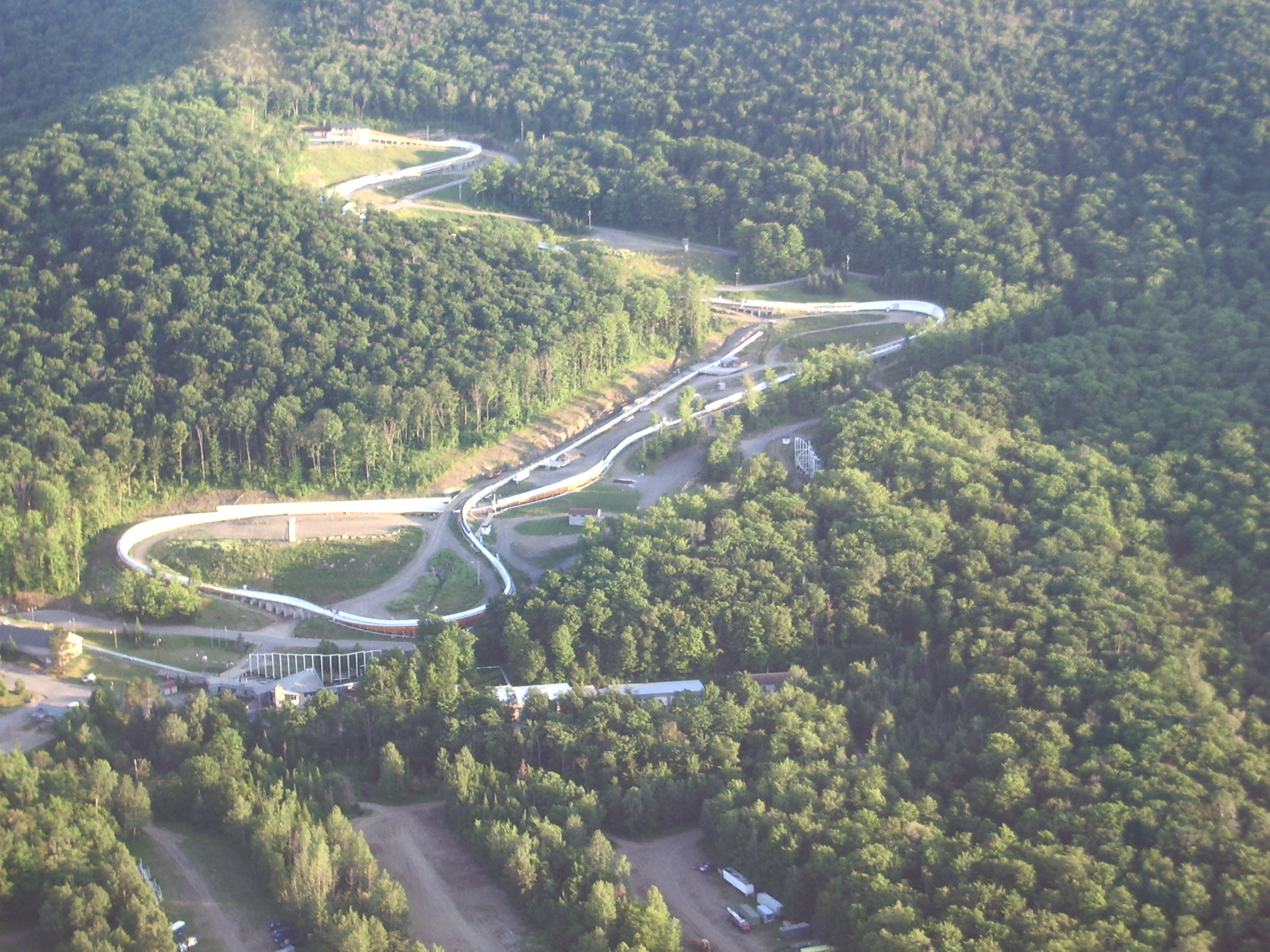
Vue générale de la piste de Lake Placid.

La piste de Lake Placid, également appelée piste olympique du mont Van Hoevenberg (en anglais Mt. Van Hoevenberg Olympic Bobsled Run), est une piste de bobsleigh, luge et skeleton située dans les monts Adirondacks à Lake Placid (États-Unis). Elle a notamment été utilisée pour les Jeux olympiques d'hiver de 1932 et 1980. Cette piste a aussi été la première piste hors d'Europe à accueillir les championnats du monde de la FIBT en 1949 et les championnats du monde de luge en 1983. Modifiée à deux reprises, la piste actuelle est la troisième version, terminée en 2000.

## Statistiques
| Sport                                       | Longueur de la piste | Nombre de virages |
| ------------------------------------------- | -------------------- | ----------------- |
| Bobsleigh, et luge - individuel hommes      | 1455                 | 20                |
| Skeleton                                    | -                    | 19                |
| Luge - individuelle femmes et double hommes | 1130                 | 17                |

| Numéros des virages  | Nom du virage   | Raisons                                                                                 |
| -------------------- | --------------- | --------------------------------------------------------------------------------------- |
| 2. et 3.             | Cliffside       | Car la piste est situé près d'une falaise (cliff)                                       |
| 4.                   | Whiteface       | Nom de la montagne                                                                      |
| 5., 6., 7, 8, et 9.  | Devil's Highway | mot anglais pour « Route de l'Enfer »                                                   |
| 10.                  | Shady II        | virage à l'ombre même lorsque tout le reste du percours est ensoleillé, shady = ombreux |
| 11., 12., 13. et 14. | Labyrinth       | pour labyrinthe, 4 virages successifs                                                   |
| 14.                  | Benham's bend   | nom du bobeur américain Stanley Benham, champion olympique en 1949., bend = courbure    |
| 15. et 16.           | Chicane         | Deux virages courts et serrés avant le virage 17.                                       |
| 17., 18 et 19.       | Heart Curve     | « virage en forme de cœur »                                                             |
| 20.                  | Finish          | Finish = Fin                                                                            |

## Grands évènements accueillis

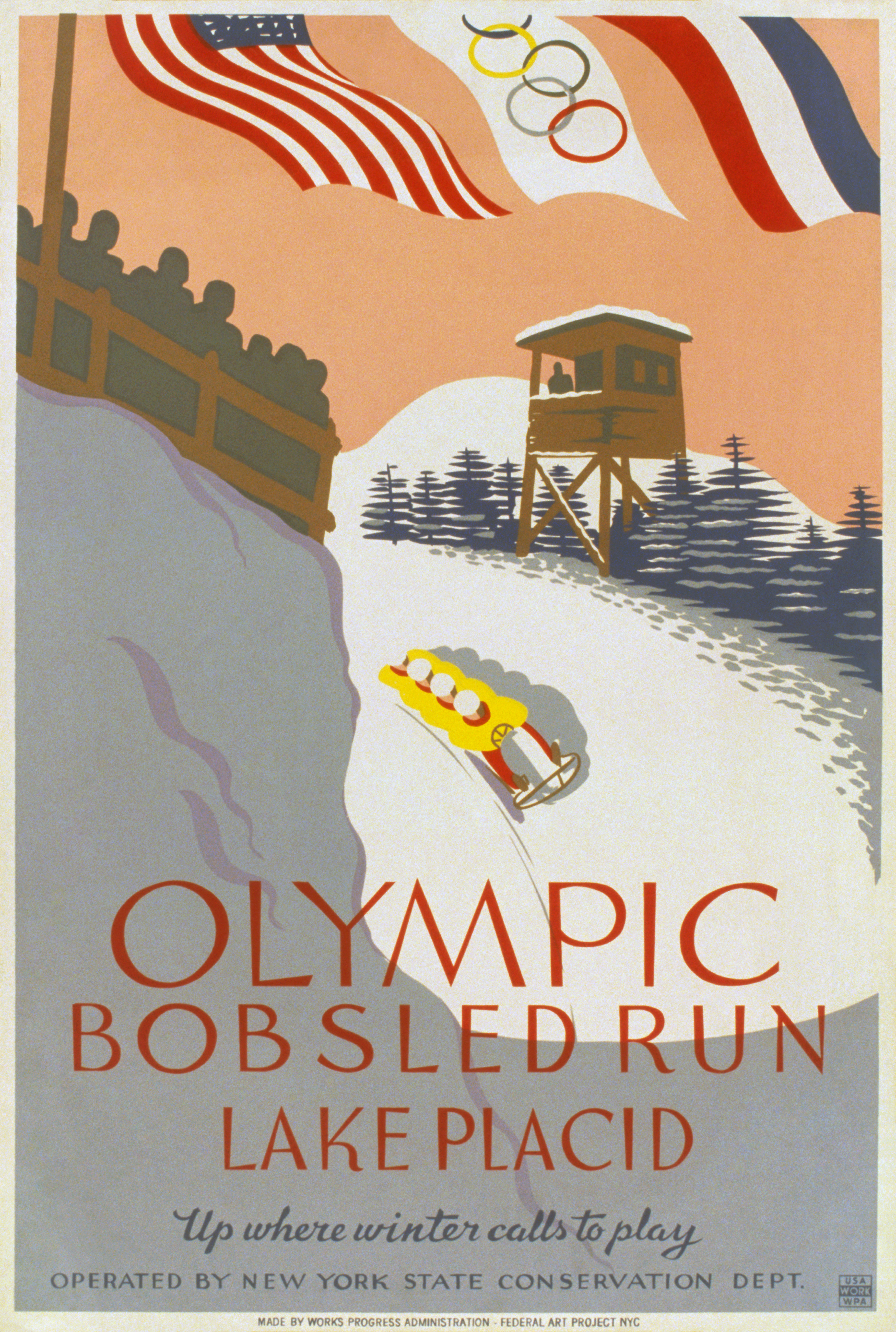
Affiche dans les années 1930.

Les différentes grandes compétitions qu'a accueilli Lake Placid furent :
- Jeux olympiques d'hiver de 1932 et de 1980.
- Championnats du monde de la FIBT : 1949, 1961, 1969, 1973, 1983, 1997 (skeleton masculin), 2003 (boblseigh masculin) et 2009.
- Championnats du monde de luge : 1983 et 2009.
- Coupe du monde de bobsleigh et de skeleton : 2017.